# Patrick Schicht
Patrick Schicht (* 1973) ist ein österreichischer Denkmalpfleger.

## Leben
Patrick Schicht hat in Krems an der Donau Restaurierung und Ortsbildpflege gelernt. Nach Jahren der Mitarbeit in einem Architekturbüro in Mödling studierte er Kunstgeschichte und Architektur und schloss beides mit Promotion ab. Seit 2005 arbeitete er als Gebietsreferent beim Bundesdenkmalamt, ab 2023 als Abteilungsleiter für das Landeskonservatorat für Niederösterreich.

## Publikationen
- Österreichs Kastellburgen des 13. und 14. Jahrhunderts. Österreichische Gesellschaft für Mittelalterarchäologie, 2003, ISBN 978-3-9500851-4-3.
- Bollwerke Gottes. Der Burgenbau der Erzbischöfe von Salzburg. Phoibos-Verlag, Wien 2010, ISBN 978-3-85161-031-4.
- Buckelquader in Österreich. Mittelalterliches Mauerwerk als Bedeutungsträger. Imhof, Petersberg 2011, ISBN 978-3-86568-532-2.
- mit Wilhelm Deuer: Die Burgruine Rosegg. Geschichte und Bauforschung. Verlag Kärntner Landesarchiv, Klagenfurt am Wörthersee 2017, ISBN 978-3-9503973-5-2.
- Kastelle. Architektur der Macht. Studien zur internationalen Architektur- und Kunstgeschichte 162, Michael Imhof Verlag, Petersberg 2018, ISBN 978-3-7319-0724-4.
- mit Ralf Gröninger, Helene Schießl, Franz Gober: Burg und Ort Neuhaus im Wienerwald. Kral-Verlag, Berndorf 2018, ISBN 978-3-99024-774-7.
- Die Burg von Wiener Neustadt. Kral-Verlag, Berndorf 2019, ISBN 978-3-99024-788-4.
- Habsburger Traumschlösser im 19. Jahrhundert. Kral-Verlag, Berndorf 2020, ISBN 978-3-99024-872-0.
- mit Hannelore Hubatsch, Jürgen Tiefnig, Astrid Mang: Das Schlösschen auf der Weide. Formenreichtum durch Barock und Rokoko. Bundesdenkmalamt, Krems an der Donau 2021, 14 Seiten.
- mit Friederike Grießler, Astrid Mang: Der Musikpavillon. Ein Multifunktionszentrum anno dazumal. Bundesdenkmalamt, Krems an der Donau 2022, 11 Seiten.
- mit zahlreichen Anderen: Denkmalpflege in Niederösterreich. Ein Rückblick 2012–2022. Bibliothek der Provinz, Weitra 2024, ISBN 978-3-99126-183-4.
- mit Helmut Scharsching, Erwin Reidinger, Herbert W. Wurster: Pfarrkirche St. Othmar und Karner in Mödling. Neue Erkenntnisse. Herausgegeben vom Verein der Freunde und Förderer der Burg Mödling, Bibliothek der Provinz, Weitra 2024, ISBN 978-3-99126-254-1.